# Noshad Alamian
Noshad Alamian ou Alamiyan, né le 21 novembre 1991 à Babol, est un pongiste iranien. Il est le frère aîné de Nima Alamian.

## Biographie
Il dispute sa première compétition internationale en 2009. L'année 2012 marque un tournant dans sa carrière. En effet il remporte l'Open d'Allemagne, du Koweït et du Maroc en moins de 21 ans. Il gagne également l'Open du Maroc en senior la même année. Toutes ces performances lui permettent de participer à la Grande Finale du Pro Tour ITTF. Il s'incline alors en finale de la compétition des moins de 21 ans contre l'allemand Patrick Franziska.
Il a participé à ses premiers Jeux olympiques en 2012. Il décroche sa qualification à ceux de 2016 en battant le hongkongais Jian Tianyi à la deuxième étape du tournoi asiatique de qualification pour cette compétition.
Il remporte les Jeux de la solidarité islamique de 2017 à Bakou. Il bat son frère Nima en finale par 4 set à 3.
Avec son frère Nima en double messieurs, ils s'adjugent l'Open de Belgique de 2015 et l'Open d'Espagne de 2020.
Il est médaillé de bronze en simple aux Jeux asiatiques de 2018. Il élimine notamment Jung Young-sik puis Wong Chun Ting en quart de finale. C'est la première médaille de son pays dans cette compétition depuis 52 ans.
Il est le 47e joueur mondial en septembre 2023. Il a atteint son meilleur classement en décembre 2012, il occupait alors la 40e place mondiale.

## Parcours en club
Il arrive dans le championnat français de pro B pour la saison 2019-2020. Il joue alors pour le club du Thorigné Fouillard. 
A l'issue de la saison 2021-2022, le club accède à la pro A. Il est l'un des grands artisans de la montée à l'échelon supérieur.

## Style de jeu
Il est gaucher et utilise une prise de raquette classique. Il s'appuie beaucoup sur son revers et il a un style de jeu très imprévisible, utilisant souvent les changements de mains.